# Wataru Inoue (futbolista)
Wataru Inoue (井上 渉 Inoue Wataru?, nacido el 7 de agosto de 1986 en Shizuoka, Shizuoka) es un futbolista japonés que se desempeña como centrocampista.

## Trayectoria

### Clubes
| Club                | País  | Año         |
| ------------------- | ----- | ----------- |
| Nagoya Grampus      | Japón | 2005 - 2008 |
| Tokushima Vortis    | Japón | 2009 - 2010 |
| Zweigen Kanazawa    | Japón | 2011 - 2012 |
| Kagoshima United FC | Japón | 2013 -      |

## Estadística de carrera

### J. League
| Club                 | Año   | J. League | J. League | Copa J. League | Copa J. League | Total | Total |
| Club                 | Año   | Part.     | Goles     | Part.          | Goles          | Part. | Goles |
| -------------------- | ----- | --------- | --------- | -------------- | -------------- | ----- | ----- |
| Nagoya Grampus Eight | 2005  | 0         | 0         | 0              | 0              | 0     | 0     |
| Nagoya Grampus Eight | 2006  | 0         | 0         | 0              | 0              | 0     | 0     |
| Nagoya Grampus Eight | 2007  | 0         | 0         | 0              | 0              | 0     | 0     |
| Nagoya Grampus       | 2008  | 0         | 0         | 0              | 0              | 0     | 0     |
| Tokushima Vortis     | 2009  | 4         | 0         | -              | -              | 4     | 0     |
| Tokushima Vortis     | 2010  | 5         | 0         | -              | -              | 5     | 0     |
| Kagoshima United FC  | 2016  | 12        | 1         | -              | -              | 12    | 1     |
| Kagoshima United FC  | 2017  | 6         | 0         | -              | -              | 6     | 0     |
| Total                | Total | 27        | 1         | 0              | 0              | 27    | 1     |